# Graceway Sports Complex
Graceway Sports Complex – wielofunkcyjny obiekt sportowy w Providenciales, na Turks i Caicos. Jest obecnie używany głównie do meczów wewnątrz i na zewnątrz, w tym piłki nożnej (Astroturf Football Field), koszykówki, siatkówki, tenisa, squash, hokeju i sztuk walki. Na stadionie Astroturf Football Field do czasu wybudowania własnego stadionu rozgrywane były mecze rugby union. W skład kompleksu wchodzi również Stadion Narodowy - TCIFA National Academy.